# Ligamento rotuliano
El tendón rotuliano, también llamado tendón patelar, ligamento rotuliano, ligamento patelar o ligamentum patellae, es la continuación del tendón del cuádriceps femoral por debajo de la rótula. Se inserta por un lado en la rótula y por otro en la tibia, concretamente en la tuberosidad anterior de la tibia, por lo tanto tiene la particularidad de que une dos estructuras óseas. Es un cordón fibroso de unos 6 mm de espesor, 30 mm de ancho y 43 mm de largo.
El tendón rotuliano junto con el tendón del cuádriceps participan en el movimiento de la rodilla y hacen posible la extensión de la pierna cuando se contrae el músculo cuádriceps.
Las principales enfermedades que le afectan son la tendinopatía y la rotura del tendón rotuliano que puede ser total o parcial.

## Tendinopatía rotuliana

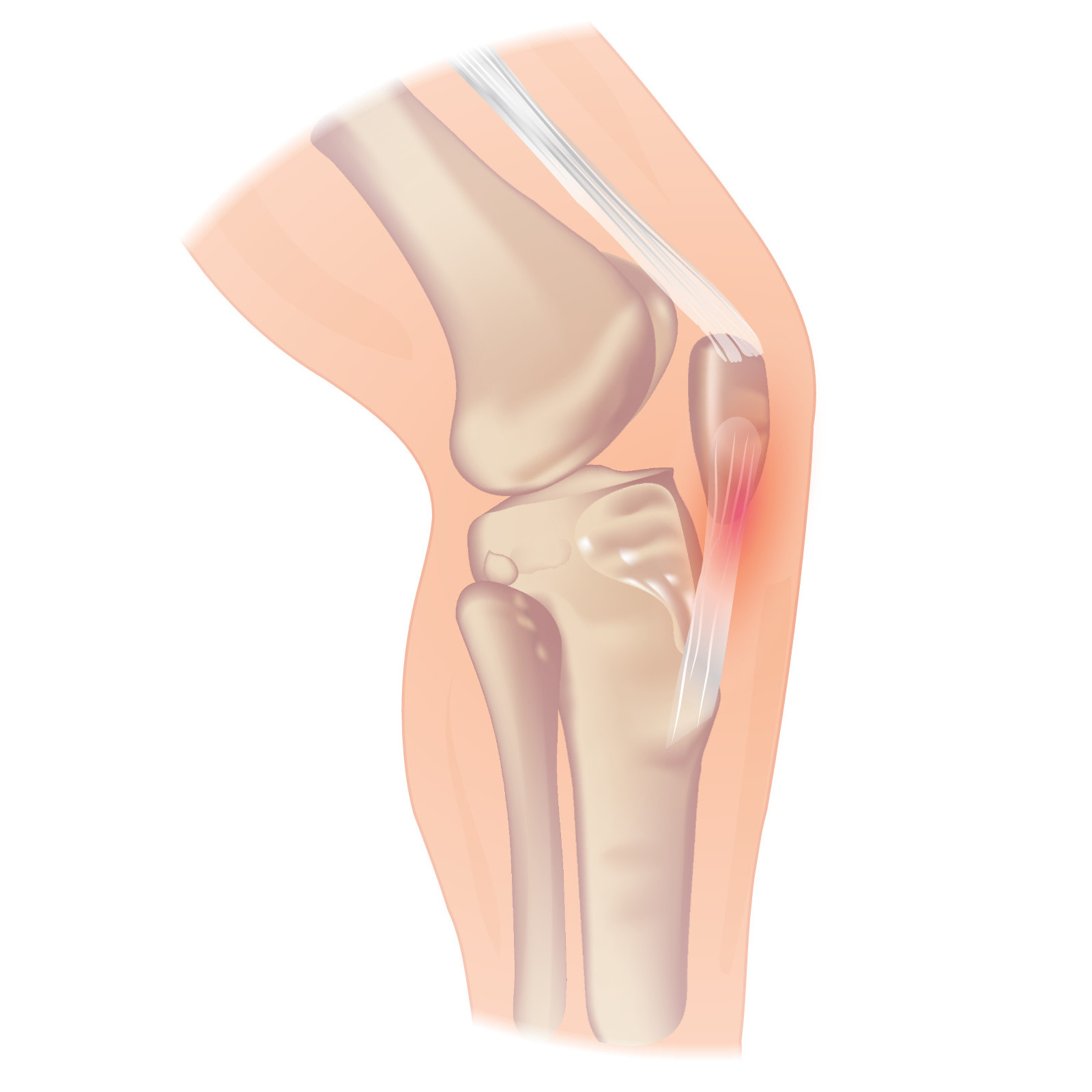
Localización del dolor en la tendinopatía rotuliana

También llamada tendinitis rotuliana, tendinosis rotuliana o rodilla de saltador, es una lesión crónica del tendón rotuliano que suele producirse por uso excesivo del mecanismo de extensión de la rodilla. Aparece con frecuencia en deportistas, sobre todo en aquellos que deben realizar saltos o carreras de forma repetitiva, por ejemplo practicantes de atletismo y jugadores de baloncesto, voleibol o tenis. Se debe a una sobrecarga continua con fuerzas que exceden la capacidad de resistencia del tendón, lo que provoca microroturas con un proceso de regeneración posterior que finalmente causa el debilitamiento del tendón. El síntoma principal es dolor lancinante en la cara anterior de la rodilla que suele iniciarse después de un entrenamiento o tras una competición. El dolor se localiza con más frecuencia en el punto de unión del tendón con la rótula, en el polo rotuliano inferior. Inicialmente los síntomas sólo aparecen con la actividad física, pero si el proceso evoluciona puede acabar por causar dolor continuo, disminución del rendimiento deportivo y finalmente rotura del tendón.